# Salganea princisi
Salganea princisi är en kackerlacksart som beskrevs av Roth, L. M. 1979. Salganea princisi ingår i släktet Salganea och familjen jättekackerlackor.
Artens utbredningsområde är Papua Nya Guinea. Inga underarter finns listade i Catalogue of Life.